# Defcon 5 (videogioco 1995)
Defcon 5, a volte sottotitolato Peace Has a Price..., è un videogioco pubblicato nel 1995-1996 per 3DO, MS-DOS, PlayStation e Sega Saturn da vari editori tra cui Psygnosis, Data East e GT Interactive.
Il giocatore controlla, con visuale in prima persona, un tecnico dentro un complesso spaziale automatico che viene attaccato da misteriosi nemici. Deve attivare e controllare strategicamente le difese del complesso e a volte sparare manualmente da torrette laser ai nemici all'esterno o combattere contro nemici infiltrati all'interno.